# Ambulanța neagră
Ambulanța neagră este o legendă urbană despre o ambulanță folosită pentru a răpi oameni, mai ales copii. Legenda se bazează pe cea a Volgăi negre din anii 1960 și 1970 din spațiul sovietic care a fost adaptată în spațiul românesc ca o Dacie neagră. O variantă a legendei ambulanței negre spune că aceasta fură copii ca să le recolteze organele.
La 25 martie 2019 au fost comise violențe în Franța împotriva unor romi români și bulgari care, la bordul unei camionete albe, ar răpi copii sau femei tinere pentru trafic de organe și rețele de prostituție.

## Vezi și
- Volga neagră
- Oameni în negru
- Elicopter negru